# Сивоконь, Евгений Яковлевич
Евге́ний Я́ковлевич Сивоко́нь (укр. Євген Якович Сивокінь; род. 7 мая 1937) — советский и украинский режиссёр мультипликационных фильмов киностудии «Киевнаучфильм». Заслуженный деятель искусств Украины (2007).
Почти все нынешние украинские режиссёры-мультипликаторы были его учениками.
Автор книг: «Если вы любите мультипликацию» (К., 1985). «Из невошедшего» (Национальный центр Александра Довженко,2012), «Мне так кажется» (Национальный центр Александра Довженко , 2017)

## Фильмография

### Режиссёр
1. 1966 — Осколки
2. 1968 — Человек, который умел летать
3. 1970 — Сказка про доброго носорога
4. 1971 — Доброе имя
5. 1971 — От звонка до звонка
6. 1972 — Дробь
7. 1973 — Человек и слово
8. 1974 — Сказка о белой льдинке
9. 1975 — Осторожно — нервы!
10. 1976 — Дверь
11. 1977 — Приключения кузнеца Вакулы
12. 1979 — Лень
13. 1979 — Рокировка
14. 1980 — Секрет приворотного зелья
15. 1981 — Несчастливая звезда
16. 1982 — Страна считалия
17. 1983 — Дерево и кошка
18. 1984 — Взгляд
19. 1985 — Ненаписанное письмо
20. 1986 — Двойная игра (киножурнал «Фитиль» № 293)
21. 1987 — Окно
22. 1989 — Почему дядюшка Джек прихрамывает
23. 1992 — Светлая мечта (укр. Світла мрія)
24. 1999 — Как у нашего Омелечка небольшая семеечка (укр. Як у нашого Омелечка невеличка сімеєчка)
25. 2002 — Компромикс
26. 2005 — Засыплет снег дороги… (также «Засыпает снег дороги») (укр. Засипле сніг дороги)
27. 2008 — Спаси и сохрани (укр. Врятуй і збережи)
28. 2017 — Хроники одного города (укр. Хроніки одного міста)

### Сценарист
1. 1973 — Человек и слово
2. 1980 — Секрет приворотного зелья
3. 1981 — Несчастливая звезда
4. 1982 — Страна считалия
5. 1984 — Взгляд
6. 1999 — Как у нашего Омелечка небольшая семеечка (укр. Як у нашого Омелечка невеличка сімеєчка)

### Художник-постановщик
1. 1962 — Пьяные волки
2. 1963 — Золотое яичко
3. 1964 — Мишка+Машка
4. 1965 — Жизнь пополам
5. 1966 — Осколки
6. 1969 — Время, назад! (киножурнал «Фитиль» № 83)
7. 1970 — Сказка про доброго носорога
8. 1971 — От звонка до звонка
9. 1974 — Сказка о белой льдинке
10. 1975 — Осторожно — нервы!
11. 1996 — E=mc2
12. 1999 — Как у нашего Омелечка небольшая семеечка (укр. Як у нашого Омелечка невеличка сімеєчка)

### Художник-мультипликатор
1. 1965 — Никита Кожемяка
2. 1965 — Сказка о царевиче и трёх лекарях
3. 1967 — Как казаки кулеш варили
4. 1967 — Колумб причаливает к берегу
5. 1967 — Песенка в лесу
6. 1968 — Человек, который умел летать
7. 1969 — Мистерия-буфф
8. 1969 — Приключения казака Энея
9. 1970 — Как воробей ум искал (Несмышлёный воробей)
10. 1971 — Волшебник Ох
11. 1973 — Была у слона мечта
12. 1973 — Почему у ёлочки колючие иголочки
13. 1975 — Парасолька и автомобиль
14. 1976 — Музыкальные сказки
15. 1977 — Сказка об Иване, пане и злыднях
16. 1977 — Тяп-ляп
17. 1978 — Как казаки олимпийцами стали
18. 1978 — Кто получит ананас?
19. 1995 — Как казаки в хоккей играли
20. 1996 — E=mc2
21. 1998 — Отец
22. 1999 — Как у нашего Омелечка небольшая семеечка (укр. Як у нашого Омелечка невеличка сімеєчка)

## Награды
- Человек и слово —Диплом МКФ Загреб;[3] Вторая премия по разделу мультипликационных фильмов VII ВКФ, Баку, 1974.[4];Диплом за лучшую режиссуру и лучший мультипликационный фильм для взрослых V Республиканский КФ
- Лень — Диплом жюри XIII ВКФ, Душанбе, 1980.[5]
- Ненаписанное письмо — Диплом МФ анимационных фильмов «Хиросима-87».[6];Диплом Жюри и Приз за лучшую режиссуру XI Республиканский фестиваль анимационных фильмов
- Компромикс — III Приз МКФ Анимадрид Мадрид 2003[3]; Диплом Жюри КРОК 2003
- Засыпает снег дороги — Лучший анимационный фильм на МФКФ в Клермон-Ферране-2005.[7]; I Приз МКФ Дервио (Италия) 2005[3]; Премия «Киев» имени И.Миколайчука 2005[3]; Лучший фильм Украинской внеконкурсной программы МКФ Молодость 200[3] 5; Специальный приз «За чуткое и уважительное отношение к старости» XIV Международного Кинофорума «Золотой витязь».[8]; Спецприз газеты «Зеркало недели» на фестивале КРОК-2005.[9]
- Спаси и сохрани — «Бронзовый витязь» XVIII Международного Кинофорума «Золотой витязь».[10]; Приз «За идею» МКФ Кинолев 2008[3]
- ГРАН ПРИ За личный вклад в создание и развитие анимации Украины 2013
- Специальный Приз Жюри За рыцарство в профессии МКФ КРОК 2015
- «Золотой Дюк» за вклад в киноискусство Украины Одесского Международного Кинофестиваля 2021[11]

## Осторожно — нервы!
«Осторожно — нервы!» — мультипликационный фильм, созданный в качестве иллюстрации того, что делает c собой в эмоциональном плане человек. Звуковое сопровождение мультфильма представляет собой музыкальный ряд со стилизироваными под ситуации акустическими эффектами.
Сюжет
В главной роли представлен среднестатистический человек и его внутренняя сущность — в роли маленького человечка. Человек в течение дня, с утра до ночи, не замечая, истязает самого себя, свою сущность и нервы вредными привычками и стрессами. И в конце концов, не выдерживая издевательств, сущность человека восстаёт против него самого.